# Denislav Kalchev
Denislav Haralamiev Kalchev (en búlgaro: Денислав Хараламиев Калчев) (Silistra, Bulgaria, 1 de julio de 1973) es un nadador, retirado, especializado en pruebas de estilo combinado y estilo mariposa. Fue subcampeón mundial de 200 metros estilos durante el Campeonato Mundial de Natación en Piscina Corta de 1995.

## Palmarés internacional
| Campeonato Mundial de Natación en Piscina Corta | Campeonato Mundial de Natación en Piscina Corta | Campeonato Mundial de Natación en Piscina Corta | Campeonato Mundial de Natación en Piscina Corta |
| Año                                             | Lugar                                           | Medalla                                         | Prueba                                          |
| ----------------------------------------------- | ----------------------------------------------- | ----------------------------------------------- | ----------------------------------------------- |
| 1995                                            | Río de Janeiro (Brasil)                         | Medalla de bronce                               | 200 m estilos                                   |
| Campeonato Europeo de Natación en Piscina Corta |                                                 |                                                 |                                                 |
| Año                                             | Lugar                                           | Medalla                                         | Prueba                                          |
| 1994                                            | Stavanger (Noruega)                             | Medalla de oro                                  | 100 m estilos                                   |
| 1996                                            | Rostock (Alemania)                              | Medalla de bronce                               | 100 m mariposa                                  |